# Adel Al-Salimi
Adel Al-Salimi, de son nom complet Adel Ali Al-Salimi (arabe : عادل السالمي), est un footballeur international yéménite, né le 6 juillet 1979 à Sa'dah au Yémen qui évolue au poste d'attaquant à Al-Tilal Aden.

## Biographie

### Carrière internationale
Adel Al-Salimi est convoqué pour la première fois par le sélectionneur national Salem Abdel Rahman en 2000. Le 10 février 2000, il marque son premier but en équipe du Yémen lors d'un match des éliminatoires de la Coupe d'Asie 2000 contre le Népal (victoire 3-0).
Avec 14 buts, il est le deuxième meilleur buteur de l'histoire de la sélection yéménite.

## Palmarès

### En club
- Al-Ahli :
  - Champion du Yémen en 1999, 2000 et 2001.
  - Vainqueur de la Coupe du Yémen en 2001 et 2004

### Récompenses
- Meilleur buteur du Championnat du Yémen en 1998 (20 buts), 2000 (17 buts) et 2002 (18 buts).